# Freiheitliche Partei Südtirols
Die Freiheitliche Partei Südtirols (FPS) war eine kurzlebige, in den 1980ern aktive Südtiroler Partei.

## Geschichte
Die FPS entstand 1987 aus der rechtskonservativen Partei der Unabhängigen, die mit Gerold Meraner im Südtiroler Landtag und damit gleichzeitig im Regionalrat Trentino-Südtirol vertreten war. Personelle Kontinuität zur Vorgängerpartei bestand auch durch Hans Lunger, der eine Zeit lang als Obmann der FPS diente. Bei den Landtagswahlen 1988 gelang es der Partei ein Mandat für Meraner zu erringen. Bereits 1989 ging die FPS in der Union für Südtirol auf.
Die 1992 gegründeten Freiheitlichen gingen zwar nicht direkt aus der FPS hervor, Meraner bezeichnete sie jedoch später als inhaltliche Nachfolger seiner ersten Freiheitlichen Partei.